# گونگ جینجی
گونگ جینجی (انگلیسی: Gong Jinjie؛ زادهٔ ۱۲ نوامبر ۱۹۸۶) یک دوچرخه‌سوار اهل جمهوری خلق چین است.
وی در مسابقات کشوری و بین‌المللی در مجموع برندهٔ ۳ مدال طلا، ۷ مدال نقره، ۲ مدال برنز شده‌است.